# 海怡半島

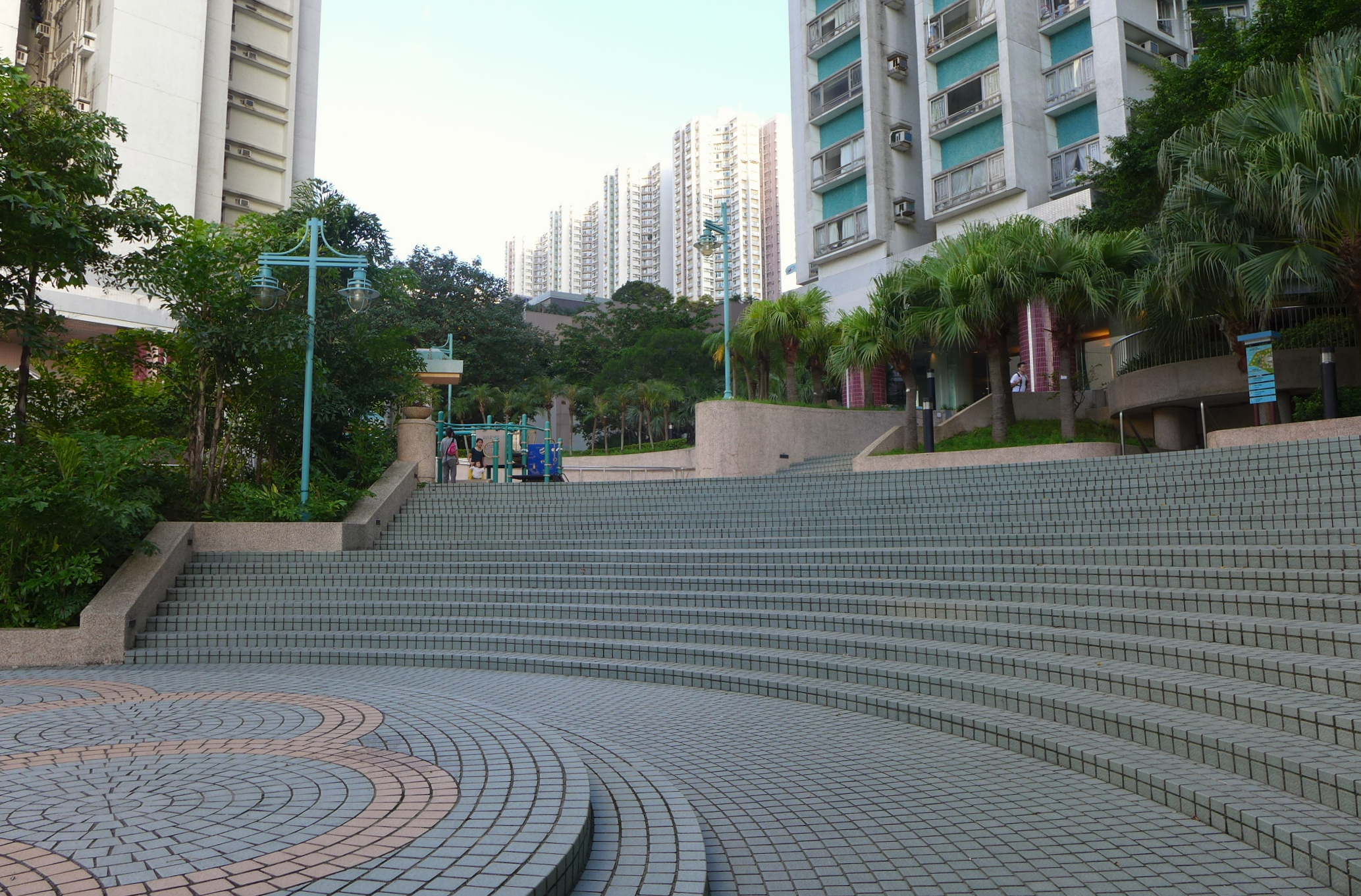
海怡半島第2期花園

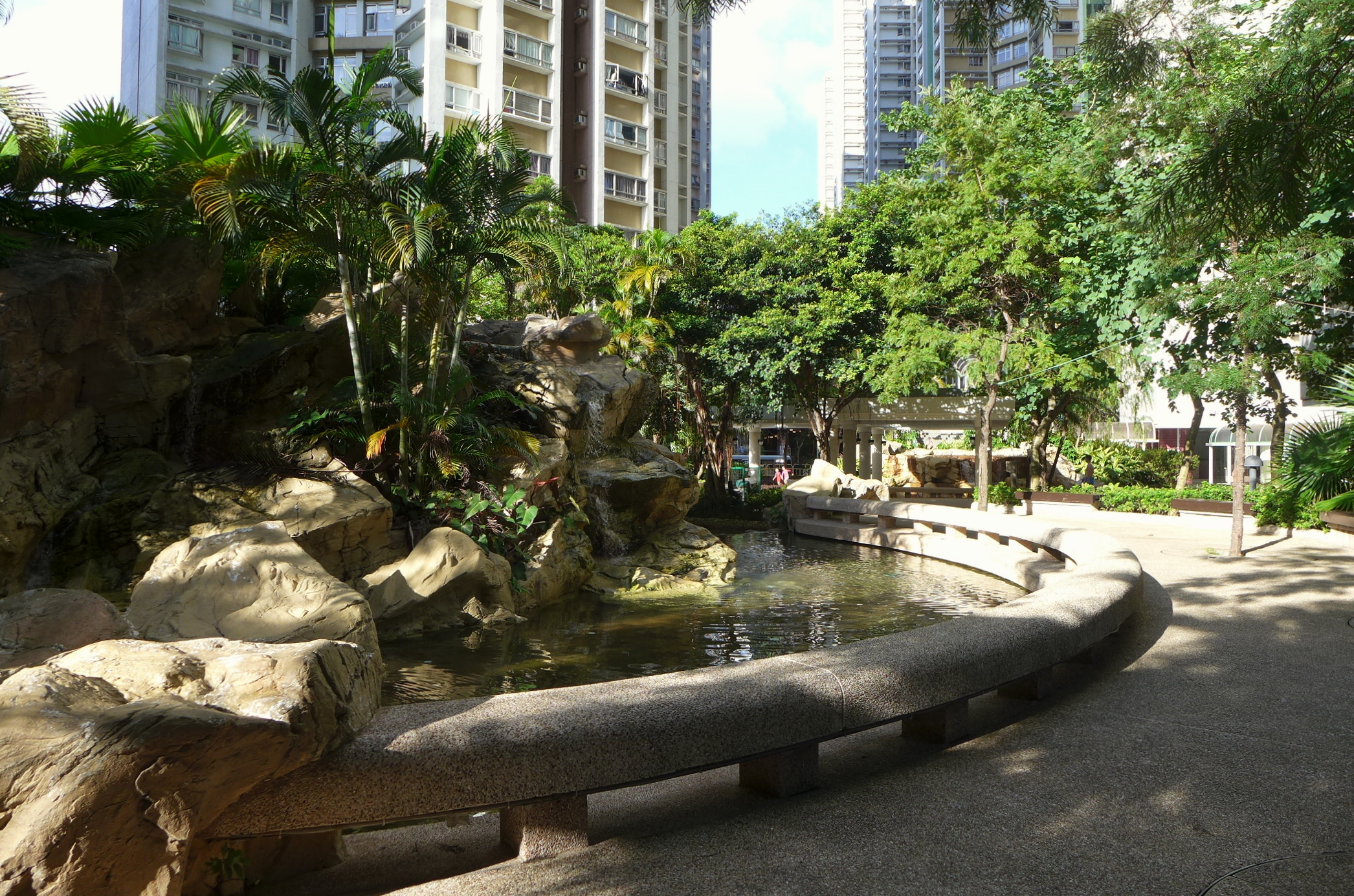
海怡半島第3期花園

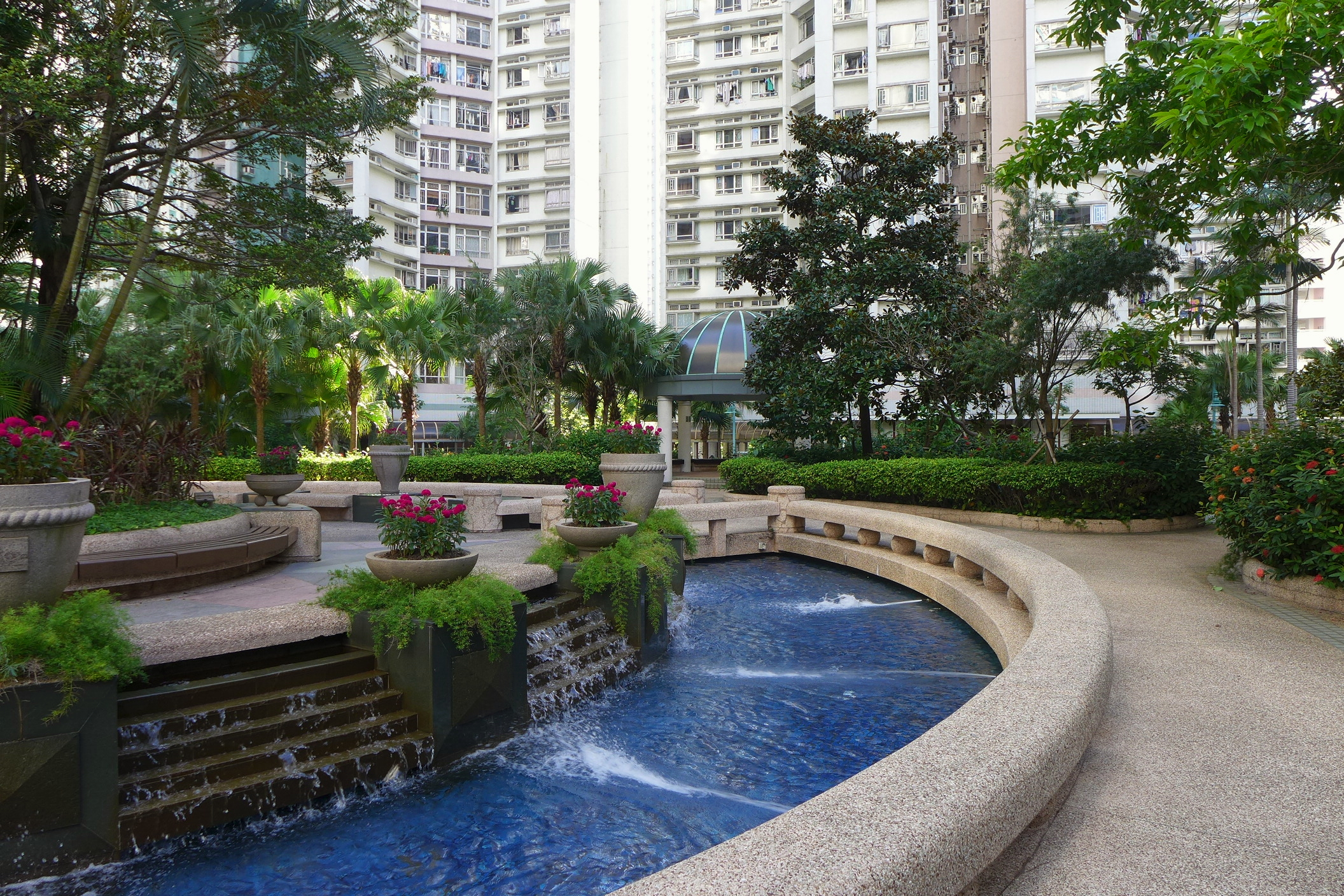
海怡半島第4期花園

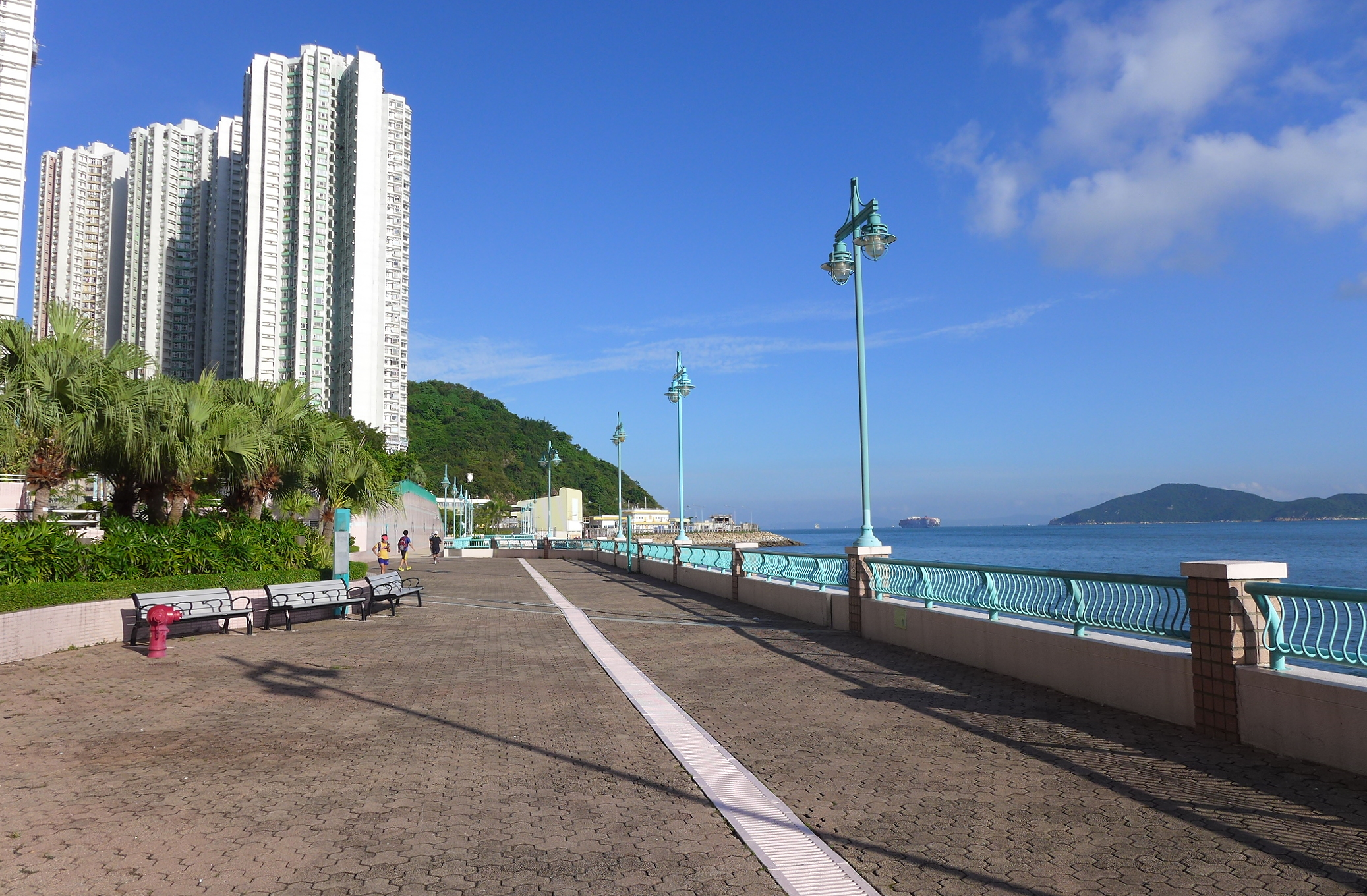
海怡半島設超過800米的海濱長堤

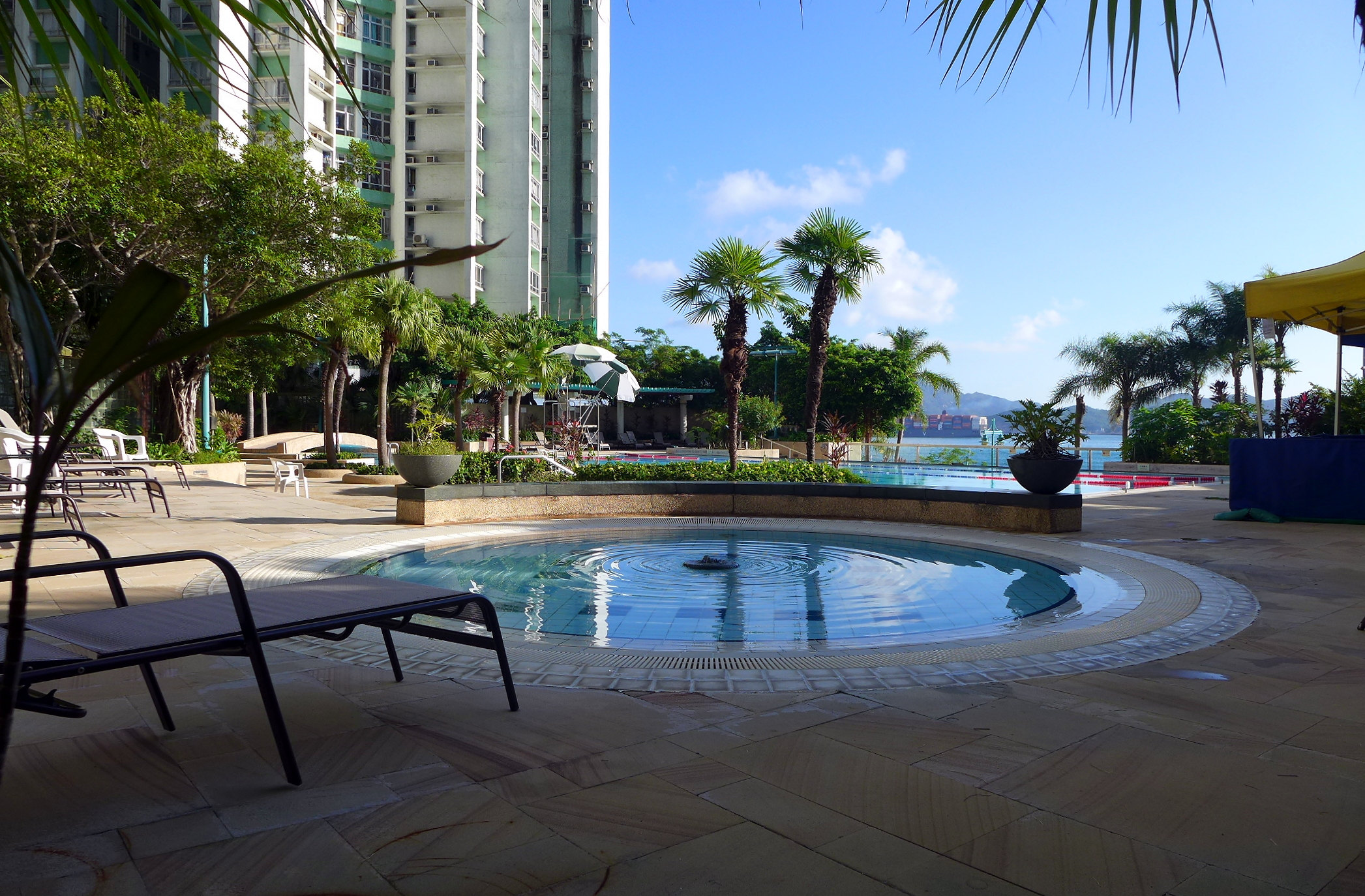
海怡半島第3期園林游泳池

海怡半島地圖

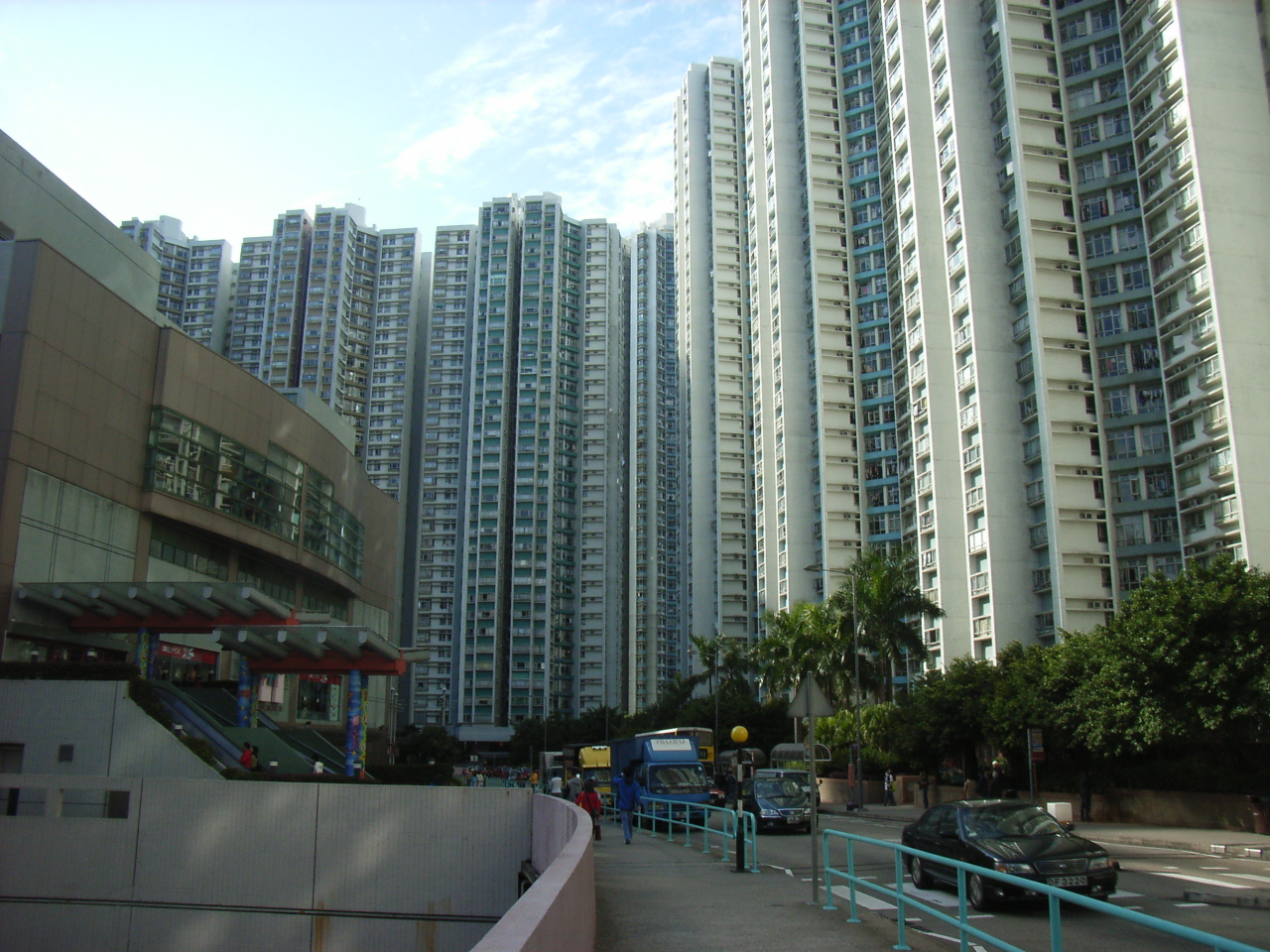
由海怡廣場向西望，海怡半島第一期及第二期（高密度建築）。圖中的車道名為海怡路，是屋苑內的主幹道。

海怡半島（英語：South Horizons），簡稱海怡、SH，位於香港島南區鴨脷洲西部的大型私人屋苑，由興業建築師事務所首席設計師松軒一郎設計，啟泰建築工程（第一期及第二期）和保華建業集團（第三期及第四期）建造。1988年規劃，1991至1995年年分期落成。因應發展計劃，香港電燈須於1989年12月31日騰空鴨脷洲發電廠，並將絕大部分建築拆卸，只保留改建為港燈鴨脷洲綜合大樓的五號機組，以及1980年代落成，設有多層停車場及倉庫設施的行政大樓，其中第一期（1至6座）建於原發電廠北面邊陲的空地上。
海怡半島分4期（第1期為1至6座，第2期為7至16座，第3期為17至23A座，第4期為25至33A座），共建有34座鑽石井型住宅大樓，共有9,812伙。第4期的25-28、32-33A座名為御庭園。除第4座外，各原為4字尾的座號均改為3字尾再加A字。
海怡半島三面環海，多數的大廈都是沿海岸而建成，不少單位均可以欣賞海景。不過颱風襲港期間，卻會受巨浪發暴風雨吹襲，例如2018年強颱風「山竹」橫掃本港，海水上漲令窪地區出現嚴重水浸，沿岸地區巨浪翻起可達數層樓高，海怡半島靠近海濱長廊的低層住戶更是首當其衝，巨浪泊岸時，浪尖最高能直撲越過平台、直達10樓的住戶，二期停車場亦因海水倒灌而水浸，沙包亦被沖毀。

## 物業資訊

### 樓宇
海怡半島所有樓宇（共34座）一律採用鑽石井型住宅建築設計，每層8個單位（豪華頂層（Penthouse）除外，該層只有6個單位），實用率達80%或以上，單位內部之客廳呈「鑽石形」。
所有樓宇一律採用三菱升降機 。
| 期數 | 座數 | 大廈名稱 | 入伙年份   | 樓層 |
| ---- | ---- | -------- | ---------- | ---- |
| 1    | 1    | 海昇閣   | 1991年11月 | 40   |
| 1    | 2    | 海暉閣   | 1991年11月 | 40   |
| 1    | 3    | 海雅閣   | 1991年11月 | 35   |
| 1    | 4    | 海韻閣   | 1991年11月 | 35   |
| 1    | 5    | 海寧閣   | 1991年11月 | 35   |
| 1    | 6    | 海逸閣   | 1992年3月  | 35   |

| 期數 | 座數 | 大廈名稱 | 入伙年份   | 樓層 |
| ---- | ---- | -------- | ---------- | ---- |
| 2    | 7    | 怡美閣   | 1992年10月 | 42   |
| 2    | 8    | 怡景閣   | 1992年10月 | 42   |
| 2    | 9    | 怡雅閣   | 1992年10月 | 42   |
| 2    | 10   | 怡麗閣   | 1992年10月 | 42   |
| 2    | 11   | 怡豐閣   | 1992年10月 | 33   |
| 2    | 12   | 怡滿閣   | 1992年10月 | 33   |
| 2    | 13   | 怡樂閣   | 1992年10月 | 33   |
| 2    | 13A  | 怡暉閣   | 1993年7月  | 40   |
| 2    | 15   | 怡韻閣   | 1993年7月  | 40   |
| 2    | 16   | 怡翠閣   | 1993年7月  | 40   |

| 期數 | 座數 | 大廈名稱 | 入伙年份   | 樓層 |
| ---- | ---- | -------- | ---------- | ---- |
| 3    | 17   | 美暉閣   | 1993年12月 | 40   |
| 3    | 18   | 美晞閣   | 1993年12月 | 40   |
| 3    | 19   | 美康閣   | 1994年2月  | 40   |
| 3    | 20   | 美祥閣   | 1994年2月  | 40   |
| 3    | 21   | 美浚閣   | 1993年12月 | 36   |
| 3    | 22   | 美華閣   | 1994年2月  | 36   |
| 3    | 23   | 美軒閣   | 1994年2月  | 39   |
| 3    | 23A  | 美家閣   | 1994年2月  | 39   |

| 期數       | 座數 | 大廈名稱 | 入伙年份   | 樓層 |
| ---------- | ---- | -------- | ---------- | ---- |
| 4 (御庭園) | 25   | 御柳居   | 1995年3月  | 35   |
| 4 (御庭園) | 26   | 御盈居   | 1995年3月  | 35   |
| 4 (御庭園) | 27   | 御雅居   | 1995年3月  | 35   |
| 4 (御庭園) | 28   | 御意居   | 1995年3月  | 30   |
| 4 (御庭園) | 29   | 豐景閣   | 1994年12月 | 26   |
| 4 (御庭園) | 30   | 慧景閣   | 1994年12月 | 27   |
| 4 (御庭園) | 31   | 柏景閣   | 1994年12月 | 30   |
| 4 (御庭園) | 32   | 御泉居   | 1995年3月  | 25   |
| 4 (御庭園) | 33   | 御林居   | 1995年3月  | 25   |
| 4 (御庭園) | 33A  | 御翠居   | 1995年3月  | 25   |

### 間隔
海怡半島標準單位間隔多樣化，由建築面積632-1,121平方呎不等，分別是:
- 2房1廁（632-689平方呎）、
- 2房半連套房（726-755平方呎）、
- 3房連套房（759-856平方呎）、
- 3房半連套房（866-986平方呎）及
- 4房連套房（1,065-1,121平方呎）
- 在原有的建築設計上，設有室內面積1,181-1,633平方呎的豪華頂層（Penthouse），另有3百餘至5百餘平方呎的平台花園（即無蓋面積），這類特色戶多設5房。

註:此類單位只於第1、3-10、13A、15-22座的頂層設有。
屋苑單位間隔靈活，相鄰的單位可以經認可人士批准後，自行打通作相連單位，室內面積可達3,000餘平方呎。

### 景觀
- 景觀大致分為A屋邨景、B開揚景、C園景、D池景、E山景、F漁港景及G全海景
- A.屋邨景

全部望鴨脷洲邨的單位設於29、30及31座的A、B、C及D室，均為兩房設計，是海怡的入場之選
- B.開揚景

一般是回望海怡半島內，景觀開揚
- C.園景

2期、3期及4期均設有
- D.池景

2期、3期設有，一般可兼望海景
- E.山景

主要是4期設有，樓層較高可享山海雙景
- F.漁港景

主要是1、2期設有
一期向漁港的單位除了2座A、B室及6座A室，其他都會望到香港仔華人永遠墳場
- G.全海景

主要是2期、3期設有
此類是景觀最優質的單位，多集中於1,100呎，其中位處單邊，景觀無阻的包括有10座E、F（正南方向）、10座G、H（正西方向）、13A座G、H（西南方向）、16座E、F（東南方向）、17座G、H（西南方向）、21座G、H（西南方向）、22座E（東南方向）【以上均約1,100平方呎】，另有13座G、H（西南方向）（分別為938及945平方呎）及23座G、H（正南方向）（分別為979及986平方呎）

## 公共設施
海怡半島設85,000平方呎花園，第2至4期擁有不同特色的噴泉式水池及草坪，為居民提供舒適悠閒之綠化居住環境。而各期設多個兒童遊樂設施以及超過800米的海濱長堤，其中一面通往利南道。而海怡半島第3期亦設室外園林游泳池，第4期設室外球場。

### 住户俱樂部
住户俱樂部位於第2期13座及13A座側，為住戶們提供各式各樣的文娛及康樂設施。設施包括室內及室外游泳池、水力按摩池、芬蘭浴室、健身室、兒童遊戲室、閱讀室、自修室、多個活動室和中菜廳等。
此外，與海怡西商場共構的康體大樓，提供多樣運動設施。包括室內壁球場、籃球場、羽毛球場、乒乓球場、健身中心、舞蹈室、活動室、美式桌球室及芬蘭浴室。頂層天台設網球場及高爾夫球草地練習場。

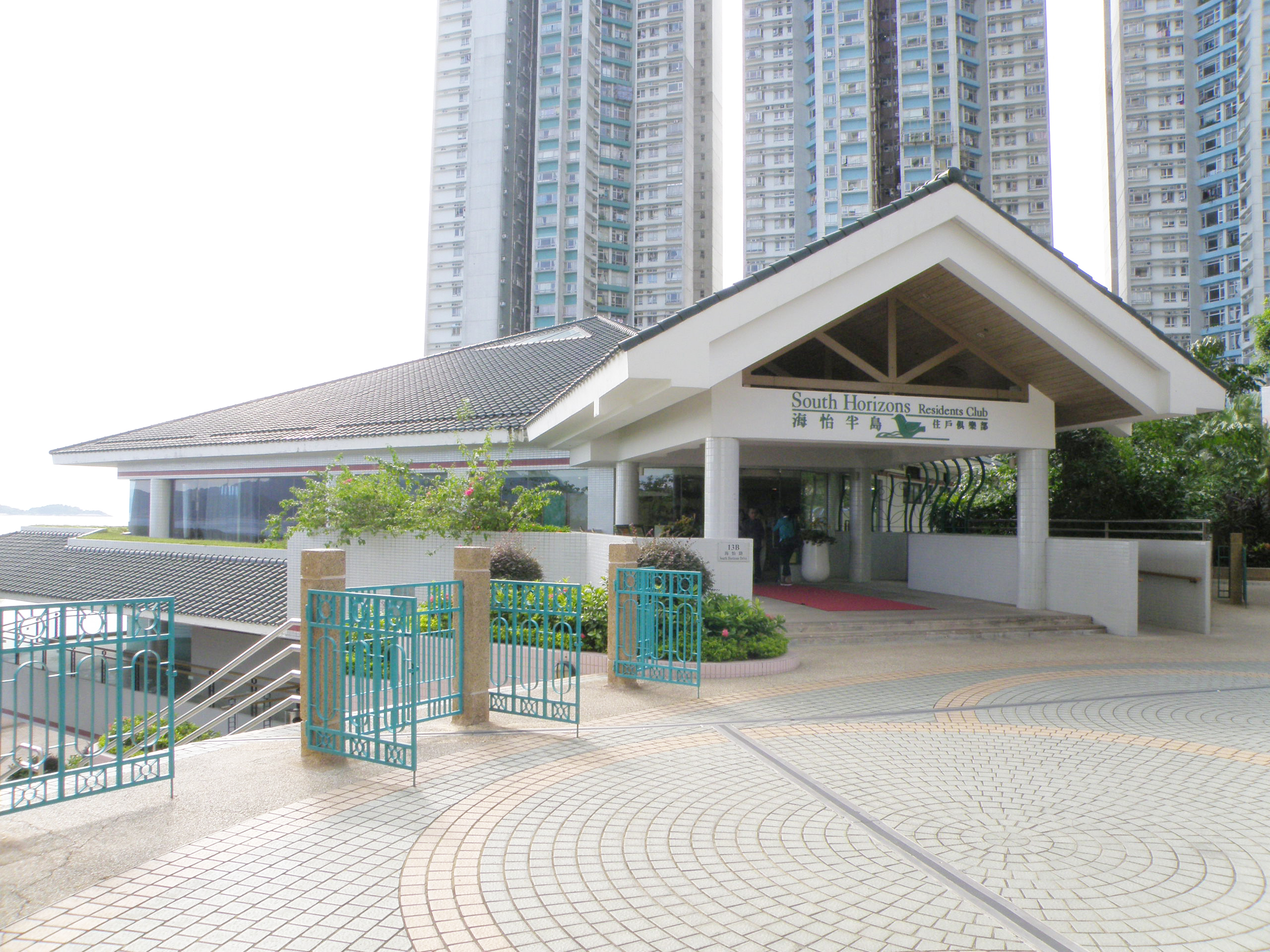
住户俱樂部
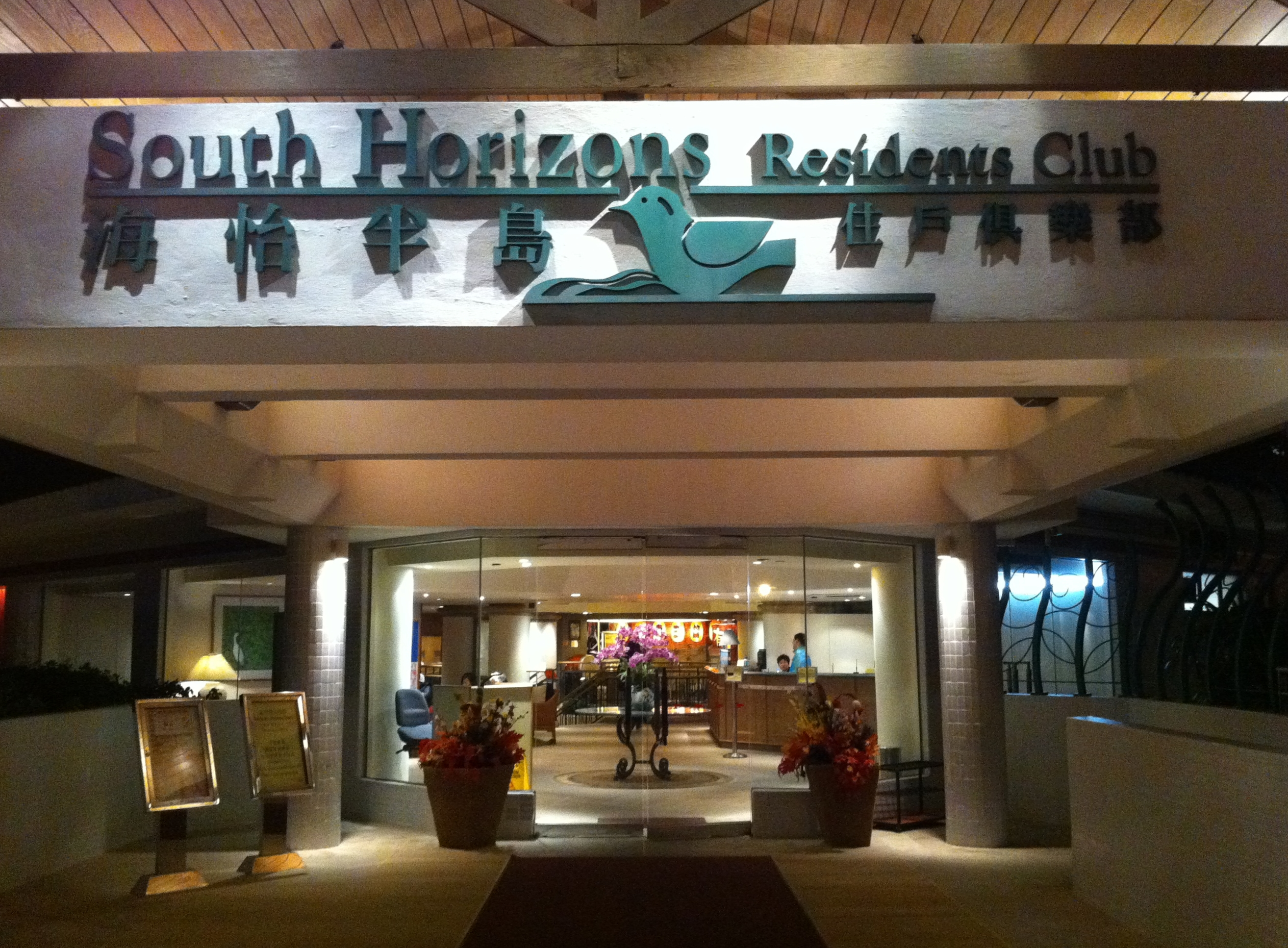
住户俱樂部入口
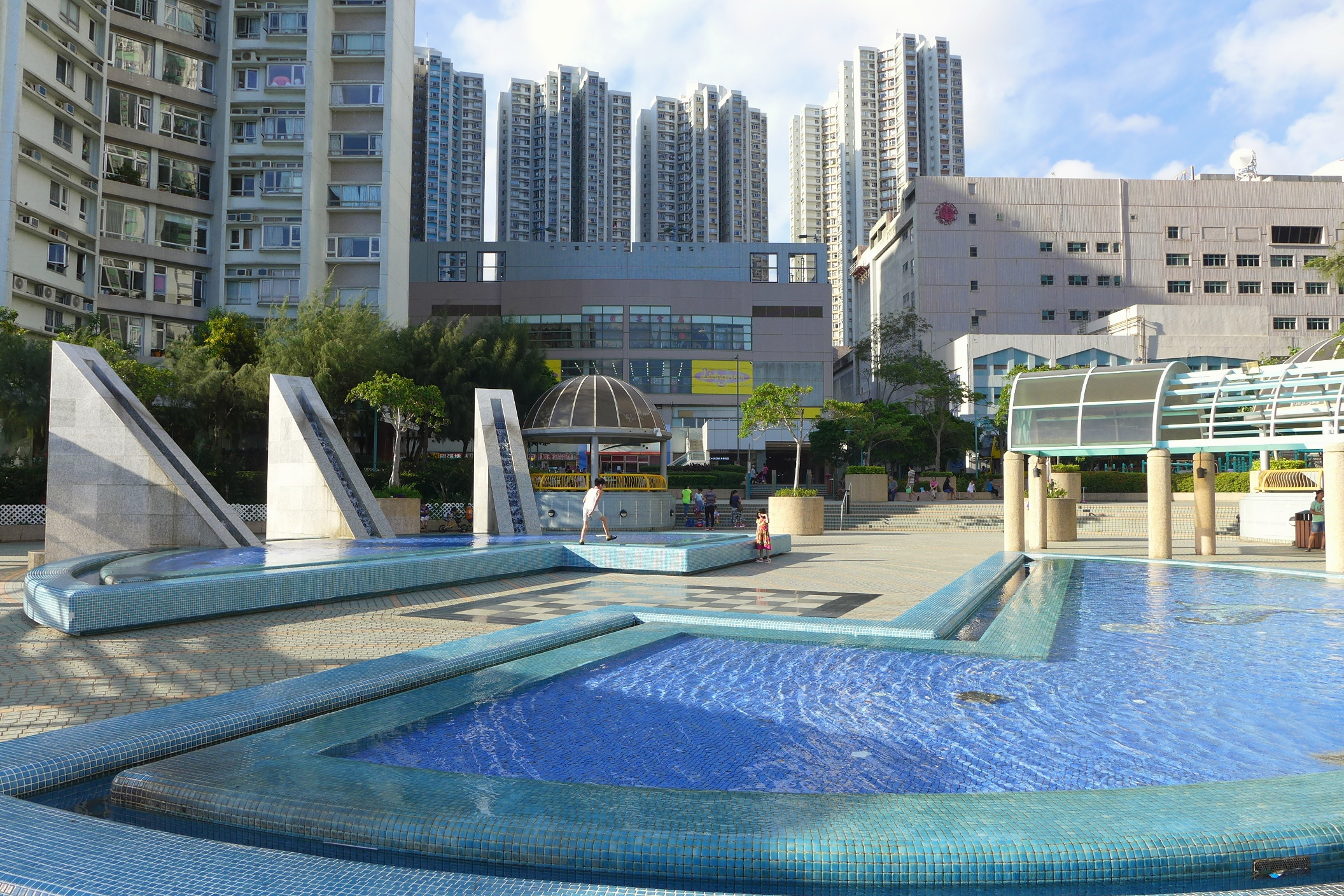
第3期廣場
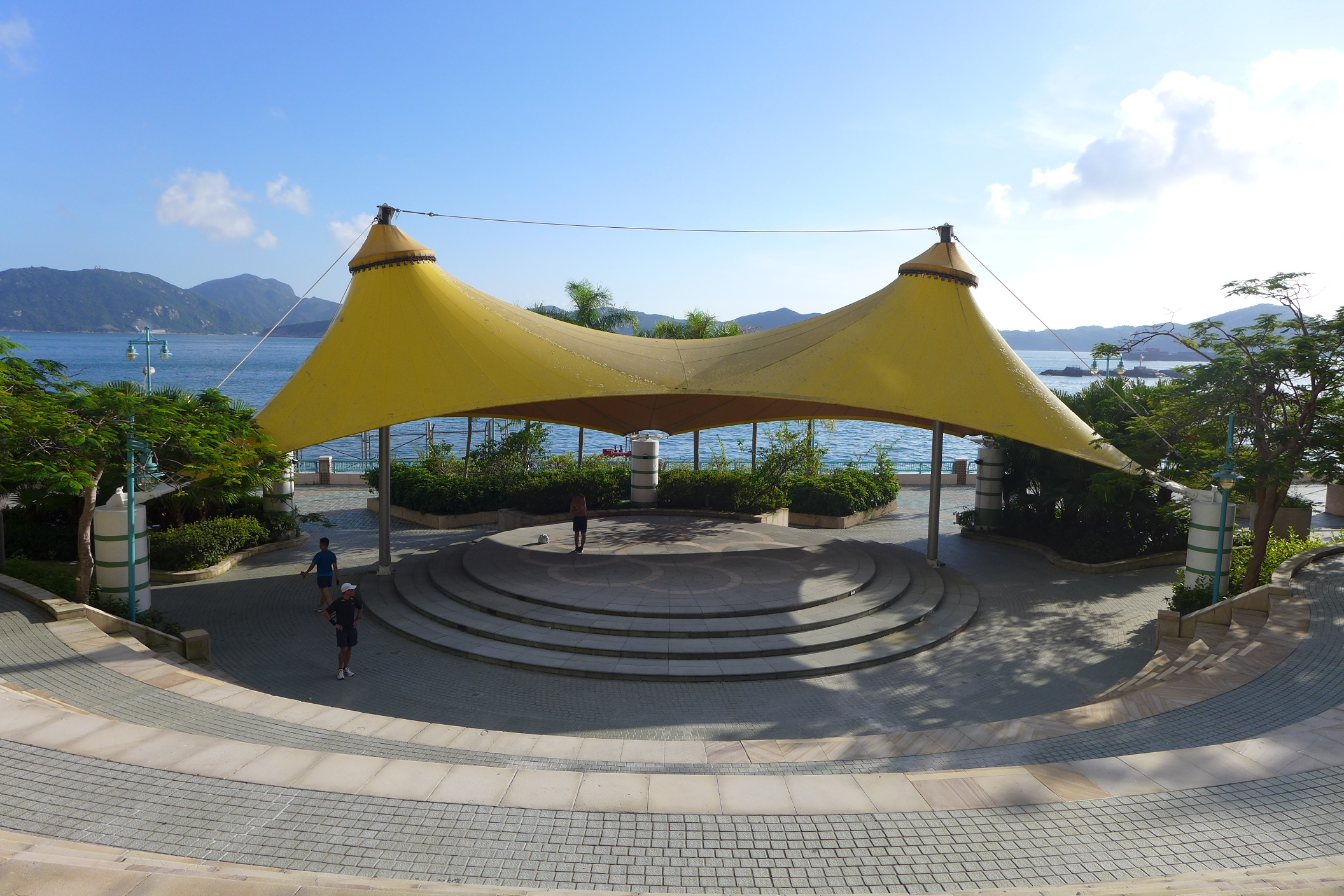
第3期設露天劇場
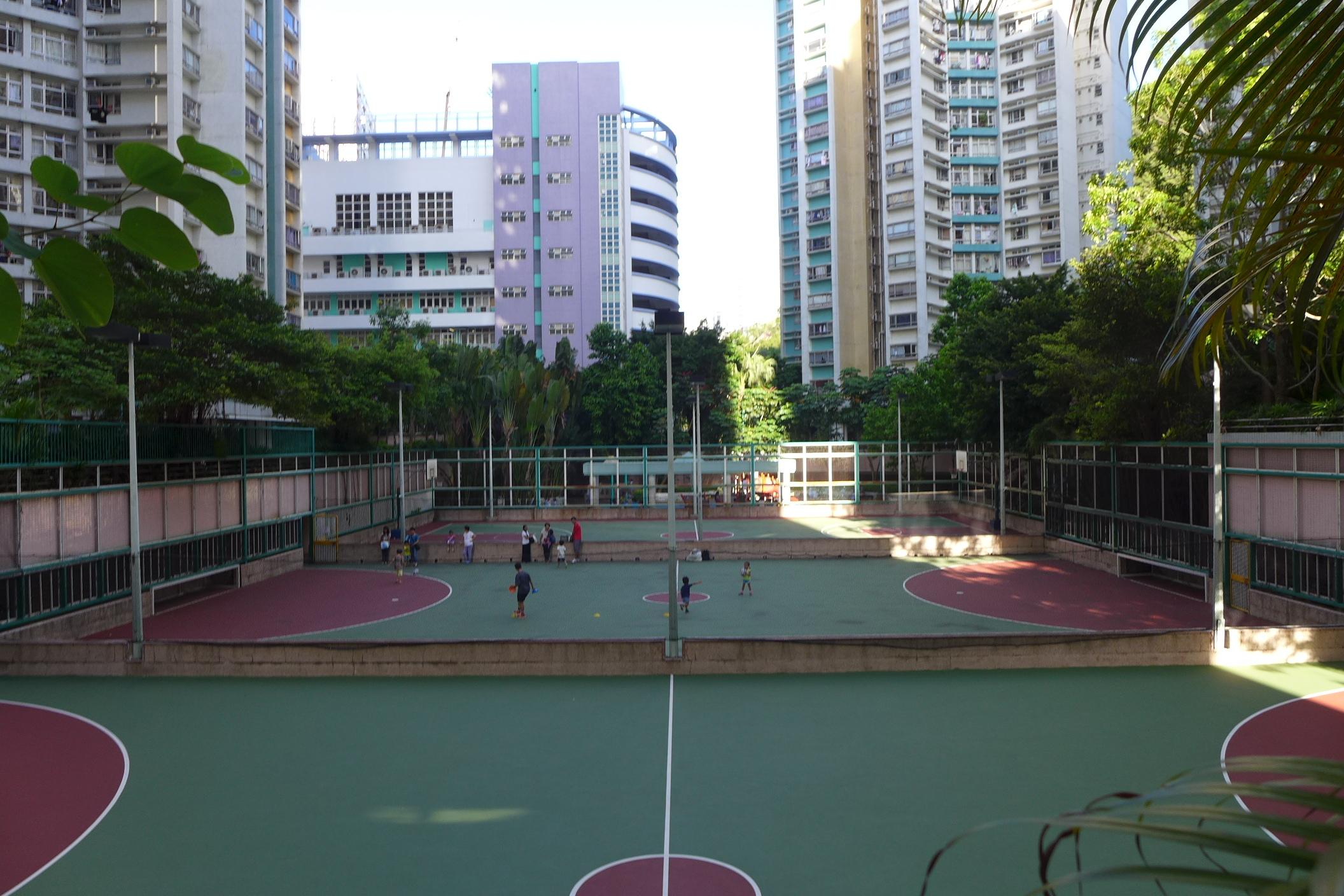
第4期設室外球場
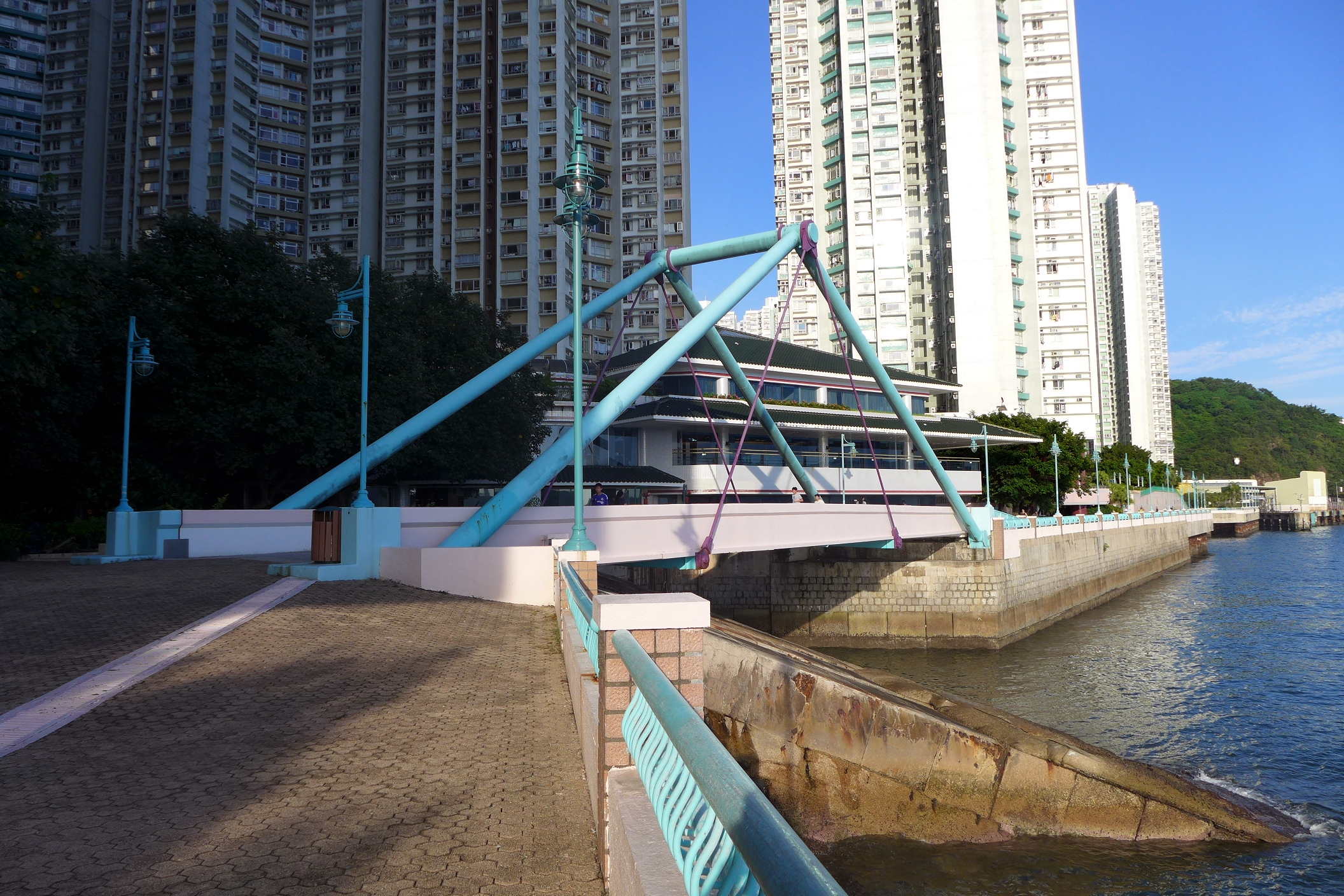
海濱長堤特色天橋

### 其他設施
屋苑及商場各設停車場。而港燈於怡雅路二號（近一期）前港燈營運大樓設立港島區首個快速充電站 (已關閉)，採用直流電快速充電技術，只需30分鐘就能為電動車充至八成滿，比一般標準充電站使用13安培家居插座，充電時間一般要6至8小時明顯快得多。

## 商場

### 海怡西商場

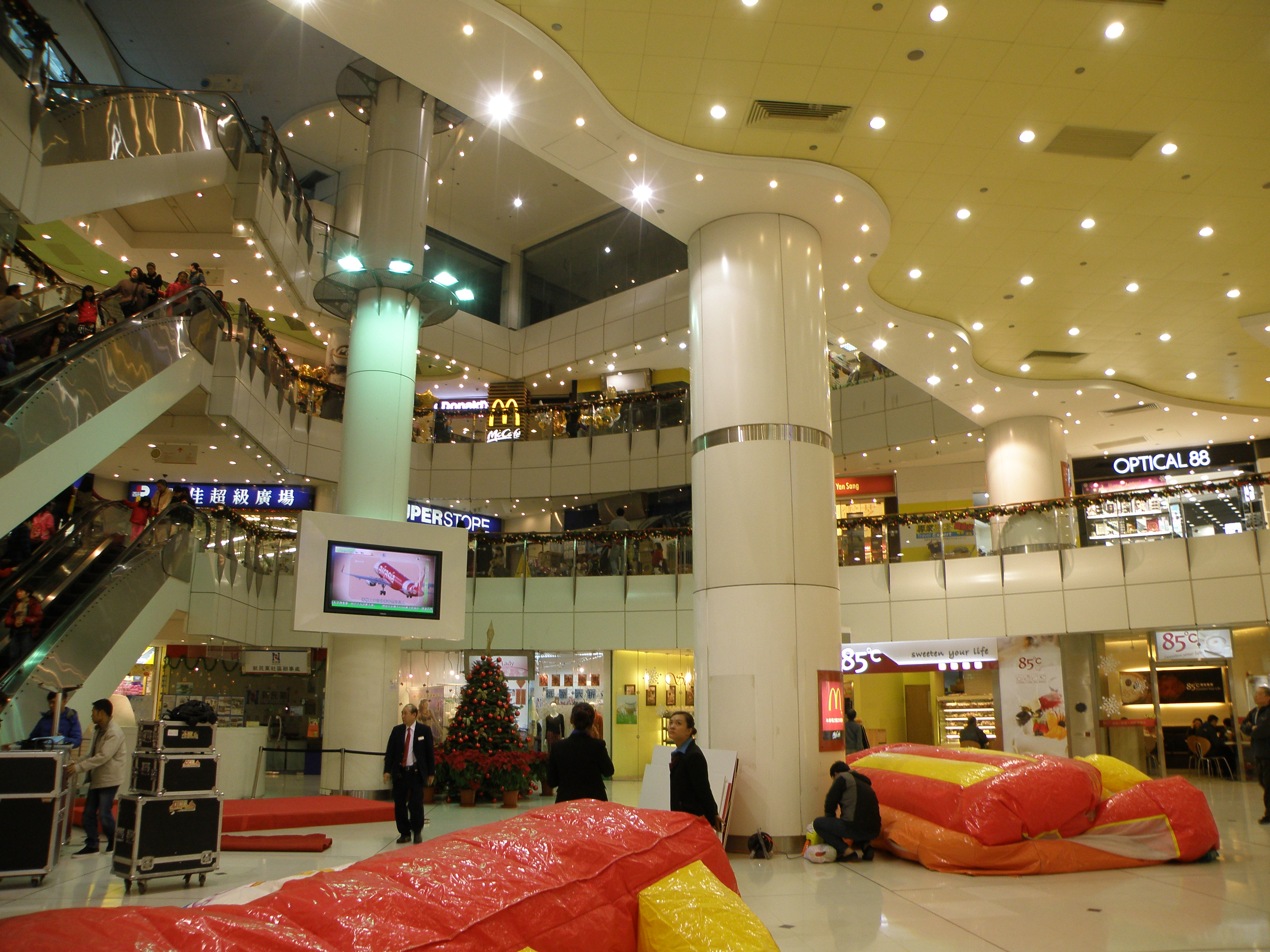
海怡廣場（西翼）

海怡西商場是海怡半島的主要商場，樓高四層，不少連鎖店的海怡半島分店都設於該處。

### 海怡東商場

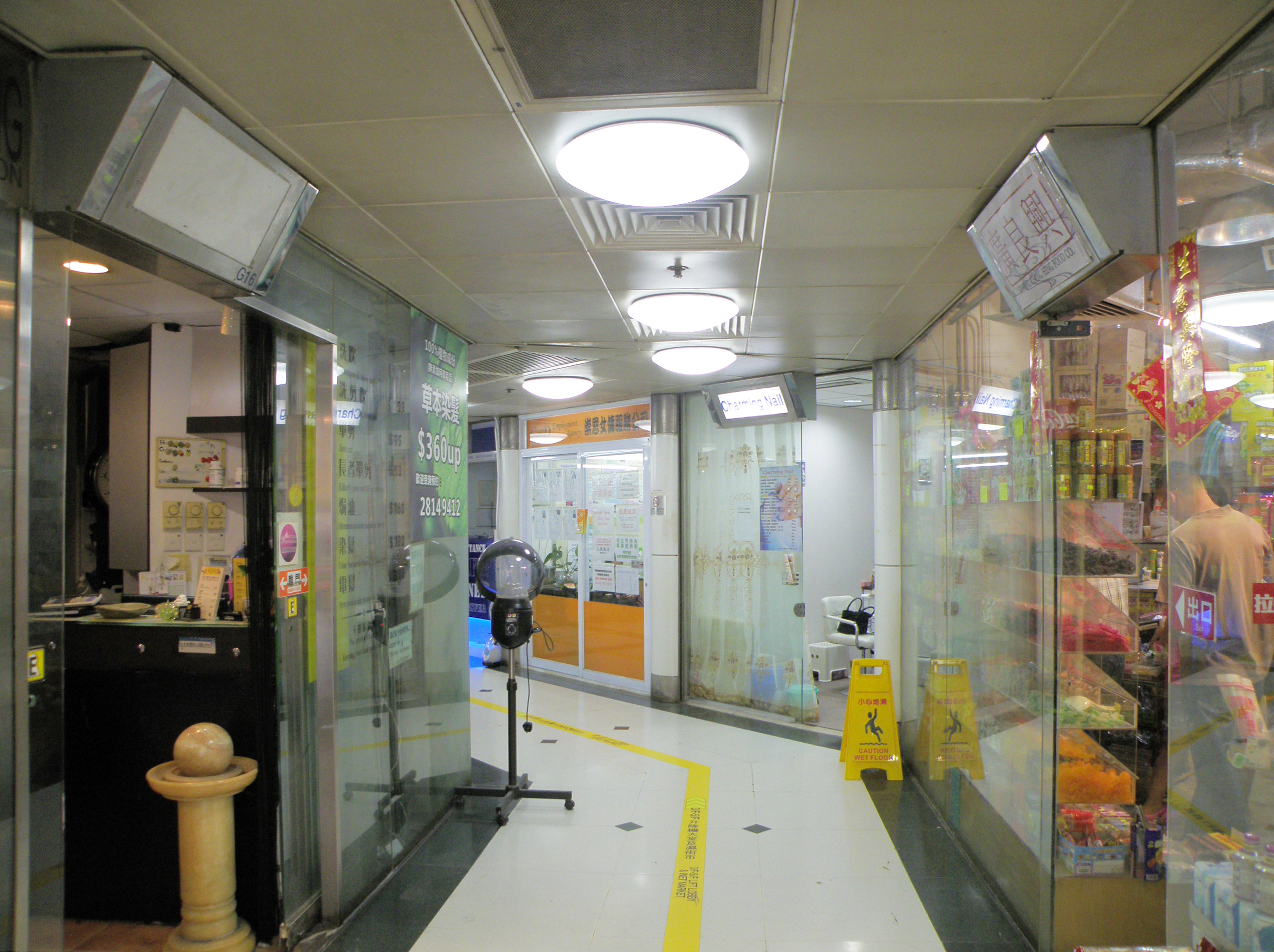
海怡廣場（東翼）

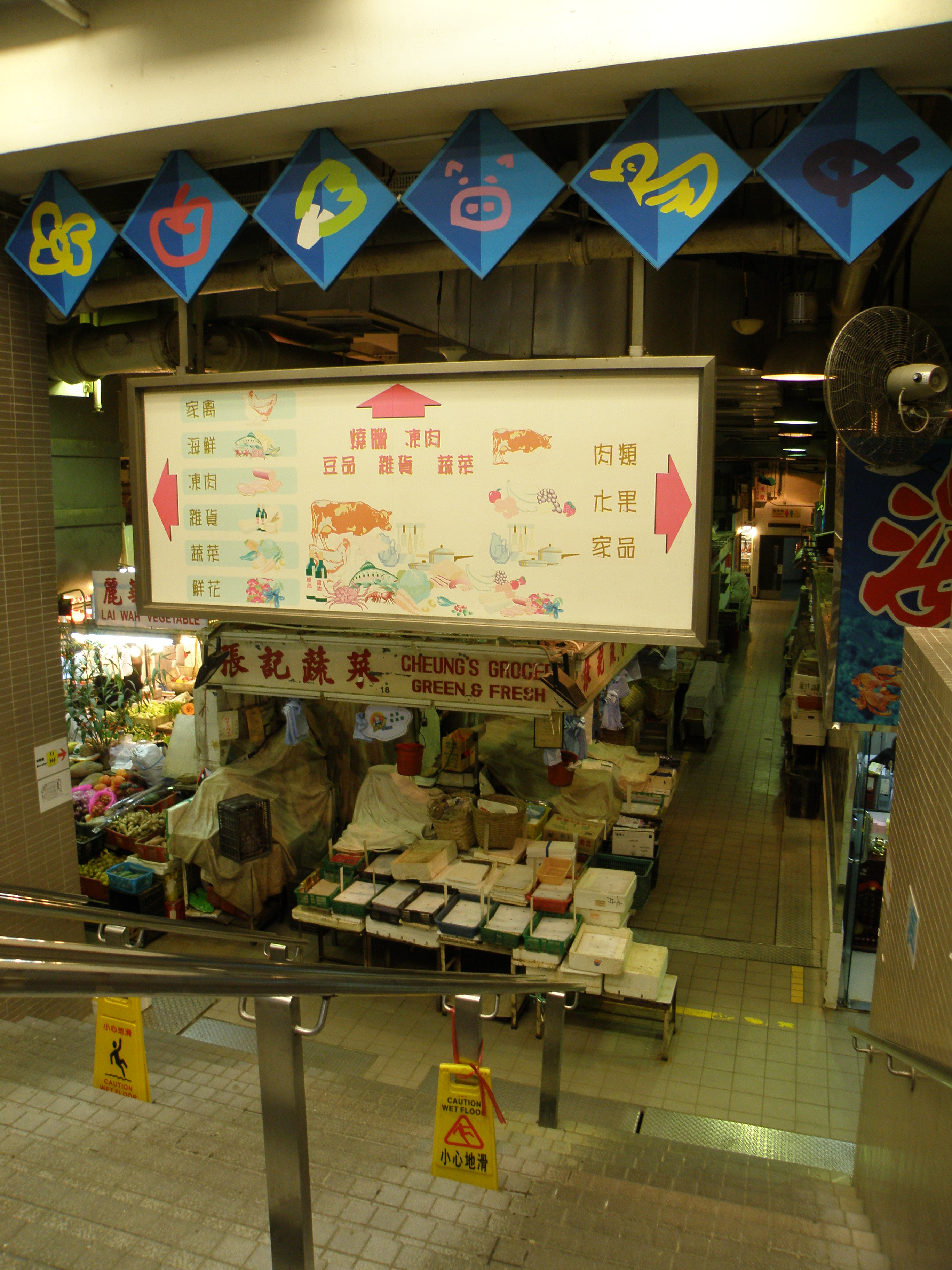
海怡東街市

商舖非連鎖店較多，同樣樓高四層，多從事補習、教育、醫療、美容、地產代理行業，亦有小食店。海怡半島的社區中心、香港小童群益會 賽馬會海怡青少年綜合服務中心、議員辦公室及街市也位於東商場。商場亦設有少量連鎖店，如OK便利店。
到2015年，海怡東商場業主委員會接獲商場4樓及5樓業主代表通知，該址將開設迷你戲院，內共設有3間電影院，共有500多個座位，由MCL院線營運，可是於2024年8月1日結業。
- 文具佬生活百貨，2025年6月正式開幕
- 錢大媽

## 教育
- 幼稚園

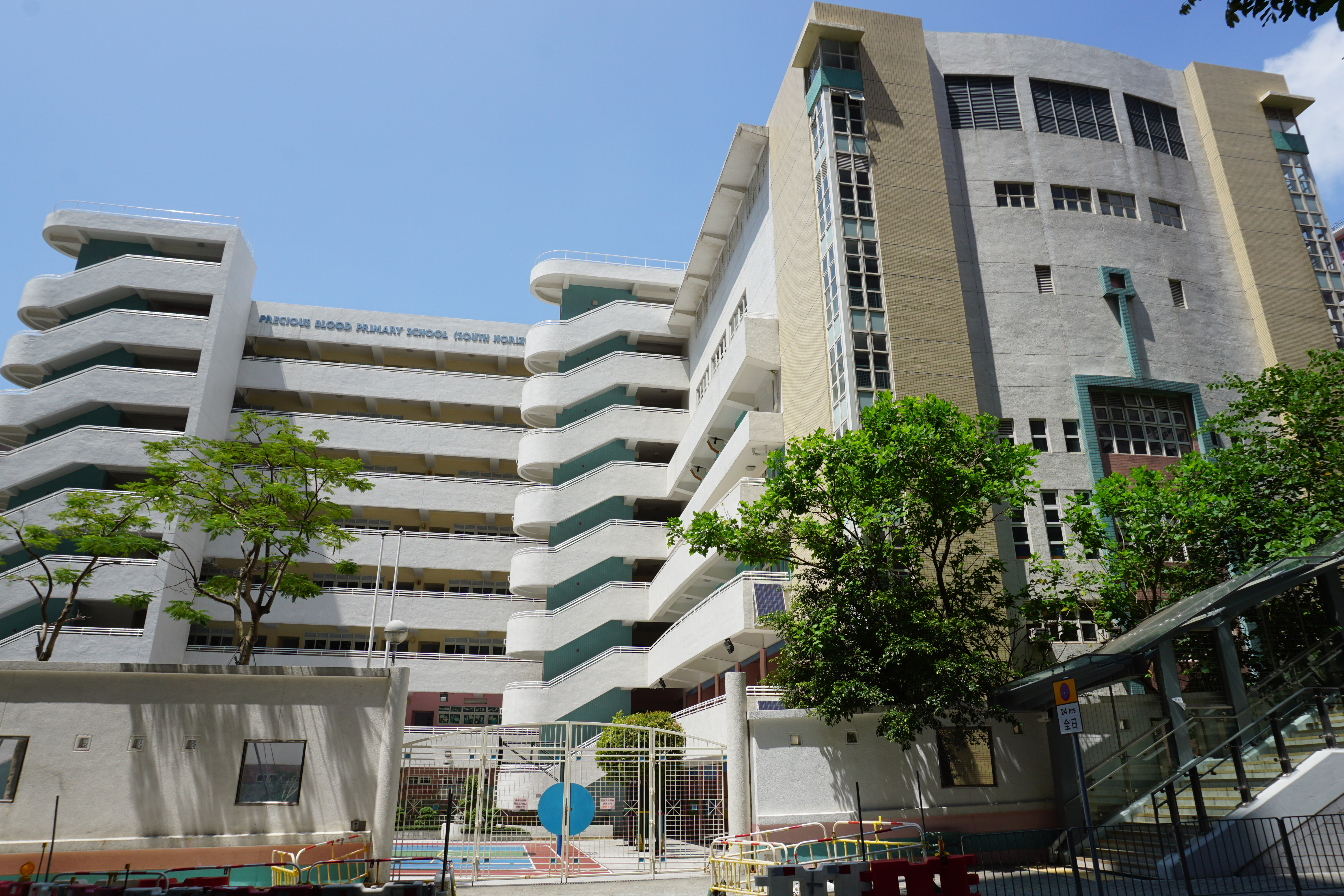
海怡寶血小學

  - 維多利亞（海怡）國際幼兒園（第2期16座怡翠閣平台2層）
  - 蒙特梭利國際學校（第3期23座美軒閣平台1層）
  - 右思維國際幼稚園暨幼稚園（第4期27座御雅居地面上層）
  - 基督教宣道會海怡幼兒學校（第4期29座豐景閣地面上層）
- 小學
  - 海怡寶血小學（海怡東商場側，31座對面）
  - 香港南區官立小學

## 道路
- 怡南路
- 海怡路
- 怡雅路

## 區議會議席分布
| 年度/範圍                     | 2000-2003  | 2004-2007  | 2008-2011  | 2012-2015  | 2016-2019  | 2020-2023  | 2023-        |
| ----------------------------- | ---------- | ---------- | ---------- | ---------- | ---------- | ---------- | ------------ |
| 第一期及第二期 （第1-16座）   | 海怡西選區 | 海怡西選區 | 海怡西選區 | 海怡西選區 | 海怡西選區 | 海怡西選區 | 南區東南選區 |
| 第三期及第四期 （第17-33A座） | 海怡東選區 | 海怡東選區 | 海怡東選區 | 海怡東選區 | 海怡東選區 | 海怡東選區 | 南區東南選區 |

## 著名住客
- 馮煒光，前任香港政府新聞統籌專員
- 鄭家富，事務律師，前新界東立法會議員，大埔區議員（大埔中），前民主黨成員。
- 羽翹，女演員及歌手。
- 黃之鋒，前學民思潮召集人，香港眾志秘書長，服刑前住第13座
- 梁頌恆，青年新政召集人，前立法會議員
- Warwick Evans，退休傳媒人及演員，自1981年起曾任多家本地傳媒英文主播

## 演出
- 李紫昕
- 龍婷(TVB 中年好聲音)

## 事件
- 2013年4月11日，海怡半島10座怡麗閣17樓發生四級火警，消防處發現海怡半島緊急車道不通，樓層又太高，雲梯不能到達，水壓又不足，消防危機嚴重，火警蔓延至公共走廊，嚴重破壞火警鐘電線，消防控制板因而停止運作。處方在報告中提出兩項建議，包括改良消防控制板及加強公眾的消防安全意識。
- 2018年9月，強颱風「山竹」橫掃本港，海水上漲令窪地區出現嚴重水浸，沿岸地區巨浪翻起可達數層樓高，海怡半島亦成為重災區，靠近海濱長廊的低層住戶更是首當其衝，巨浪泊岸時，浪尖最高能直撲越過平台、直達10樓的住戶。另外，海怡二期停車場亦因海水倒灌而水浸。[4]
- 2020年4月尾，一名41歲軍裝高級警員在其位於海怡半島的宿舍內，涉嫌腳踢虐待並以拖鞋大力丟向其6歲兒子，更多次出言侮辱「生你兩個係搞亂呢個社會」、「正宗垃圾」、「衰過垃圾」、「返學校打人」、「叫你教阿妹又教唔到」、「搞到爸爸媽媽成日鬧交」等指罵。及後相關短片於社交網站流傳，並引起網友激烈討論。數日後，該警員因此案而被捕，並被停職。[5]
- 2024年4月11日，一名少女在海怡半島16座對開海濱長廊墮海，一名六十多歲的男子見義勇為下水拯救。在保安員報警後，水警及消防潛水拯救車奉命到場；蛙人分別於海中救出兩人，兩人均失去意識，陷入昏迷。隨後，六旬漢送院後證實不治，而少女則被送上深切治療部急救，13日不治。[6]

## 資料來源
1. ↑  溫嘉敏. . 香港01. 2018-09-16  [2018-09-16]. （原始内容存档于2021-10-04）.
2. ↑  中原數據（圖片設計）、王董建築師事務有限公司（大廈及屋苑規劃圖則）. .   [2021-09-03]. （原始内容存档于2021-08-02）.
3. ↑  蔣匡文. . 香港: 萬里機構. 2018: P.92–94.
4. ↑  . 香港01.   [2018-09-16]. （原始内容存档于2021-10-04）.
5. ↑  . 明報. 2020-04-30  [2020-05-23]. （原始内容存档于2020-05-13）.
6. ↑  凌逸德. . 香港01. 2024-04-11  [2024-04-11].

## 外部連結
- 海怡半島－官方網站